# Jan Zweyer
Jan Zweyer, eigentlich Rüdiger Richartz (* 12. Dezember 1953 in Frankfurt am Main), ist ein deutscher Schriftsteller.

## Leben
Jan Zweyer wuchs in Bad Oeynhausen auf und studierte zunächst Architektur in Bochum und Dortmund und machte dann einen weiteren Abschluss in Sozialwissenschaften an der Ruhr-Universität Bochum. Danach arbeitete er als wissenschaftlicher Angestellter an der Universität. Zwischen diesen beiden Studien arbeitete er als selbständiger Journalist für die WAZ sowie in unterschiedlichen Funktionen in Industrieunternehmen.

## Autor
Nunmehr ist Zweyer ausschließlich als freier Schriftsteller tätig. Zweyer schreibt in verschiedenen Genres, sowohl Kurzgeschichten als auch Romane, die meist im Ruhrgebiet spielen und in Nordrhein-Westfalen sehr beliebt sind aufgrund ihrer wirklichkeitsgetreuen Beschreibungen.

## Werke

### Romane
- Glück auf. Glück ab. Grafit-Verlag Dortmund 1998, ISBN 3-89425-212-X.[1]
- Alte Genossen. Grafit-Verlag Dortmund 1999, ISBN 3-89425-221-9.
- Siebte Sohle. Querschlag West Grafit-Verlag Dortmund 1999, ISBN 3-89425-230-8.
- Tödliches Abseits. Grafit-Verlag Dortmund 2000, ISBN 3-89425-234-0.
- Georgs Geheimnis. Grafit-Verlag Dortmund 2000, ISBN 3-89425-242-1.
- Tatort Töwerland. Grafit-Verlag Dortmund 2001, ISBN 3-89425-253-7.
- Glänzender Tod. Grafit-Verlag Dortmund 2002, ISBN 3-89425-263-4.
- Verkauftes Sterben. Grafit-Verlag Dortmund 2004, ISBN 3-89425-289-8.
- Als der Himmel verschwand. Grafit-Verlag Dortmund 2005, ISBN 3-89425-313-4.
- Franzosenliebchen. Grafit-Verlag Dortmund 2007, ISBN 978-3-89425-605-0.
- Goldfasan. Grafit-Verlag Dortmund 2009, ISBN 978-3-89425-611-1.
- Persilschein. Grafit-Verlag Dortmund 2011, ISBN 978-3-89425-615-9.[3]
- Töwerland brennt. Grafit-Verlag Dortmund 2012, ISBN 978-3-89425-403-2
- mit Wolfgang Berke: Echt kriminell – Die spektakulären Fälle aus dem Ruhrgebiet. Klartext-Verlag, Essen 2012, ISBN 978-3-8375-0705-8.
- Das Haus der grauen Mönche – Das Mündel. Grafit-Verlag Dortmund 2015, ISBN 978-3-89425-619-7.
- Das Haus der grauen Mönche – Freund und Feind. Grafit-Verlag Dortmund 2015, ISBN 978-3-89425-620-3.
- Das Haus der grauen Mönche – Im Dienst der Hanse. Grafit-Verlag Dortmund 2016, ISBN 978-3-89425-621-0.
- Ein Königreich von kurzer Dauer. Grafit-Verlag Dortmund 2017, ISBN 978-3-89425-623-4.
- Starkstrom. Grafit-Verlag Dortmund 2018, ISBN 978-3-89425-734-7.
- Schwarzes Gold und alte Missgunst. Grafit-Verlag Dortmund 2018, ISBN 978-3-89425-624-1.
- Der vierte Spatz. Lago – Münchner Verlagsgruppe 2020, ISBN 978-3-95761-190-1.
- Fake News. Lago – Münchner Verlagsgruppe 2021, ISBN 978-3-95761-206-9

### Kurzgeschichten
- Nur wir allein. In: Mord und Steinschlag. Leda-Verlag, Leer 2002, ISBN 3-934927-26-2.
- Das Skelett von Königsborn. In: Mord am Hellweg. Grafit-Verlag, Dortmund 2002, ISBN 3-89425-271-5.
- Mit Walther in Aldekerk. In: Mord am Niederrhein. Grafit-Verlag, Dortmund 2004, ISBN 3-89425-285-5.
- Margarethe. In: Mein Juist. Geschichten von Juist-Liebhabern. Verlag Alt, Juist 2004, ISBN 3-937767-12-6.
- Goleo, Pille, Pils und Schalke. In: Blutgrätsche. Weltmeister-Krimis. Grafit-Verlag, Dortmund 2006, ISBN 3-89425-314-2.
- Die lieben Kleinen. In: In Kürze verstorben. KBV-Verlag, Hillesheim 2008, ISBN 978-3-940077-42-4.
- Langes Wochenende. In: Wer tötet Fischers Fritz. KBV-Verlag, Hillesheim 2008, ISBN 978-3-940077-28-8.
- Zappels Plan. In: Money. Geschichten von schönen Scheinen. Heyn-Verlag 2008, ISBN 978-3-7084-0328-1.
- Knapp vorbei ist auch daneben. In: Tot auf Töwerland. Grafit-Verlag, Dortmund 2009, ISBN 978-3-89425-358-5, S. 186–2002.
- Ausverkauf. In: Gefährliche Nachbarn. Gmeiner-Verlag, Meßkirch 2009, ISBN 978-3-89977-794-9.
- Hunter. In: WM blutrot. 20 Turniere. 98 Tote. Ein Spiel. Kölnisch-Preußische-Lektoratsanstalt, Köln 2010, ISBN 978-3-940610-09-6.
- Ohne Rückgaberecht. In: Lies oder stirb – Mörderisches aus dem Bücherdschungel. Grafit-Verlag, Dortmund 2014, ISBN 978-3-89425-440-7.
- Sarah. In: Mords-Töwerland, Gmeiner-Verlag, Meßkirch 2020, ISBN 978-3-8392-2610-0.
- Ein alter Freund, in: Klimawandel, Klartext-Verlag, Essen 2021, ISBN 978-3-8375-2391-1.

## Privates
Zweyer lebt in der Herner Siedlung Teutoburgia im Stadtteil Börnig im Ruhrgebiet mit seiner Frau.